# Contigo hasta el final
«Contigo hasta el final» es una canción de temática amorosa compuesta por el grupo español El Sueño de Morfeo, representante de España en el Festival de Eurovisión 2013. Se inicia con una introducción épica, lenta, que en palabras de los integrantes del grupo hace recordar a la BSO de Braveheart, donde la gaita es el instrumento protagonista, evoluciona hacia un medio tiempo, que va creciendo en intensidad hasta convertirse en un tema roquero.
Cuenta la historia de dos personas que vuelven a creer en el amor y deciden comenzar un viaje, juntos, hasta el final.
La canción es interpretada por la vocalista del grupo, la cantante grancanaria Raquel del Rosario. Antes de su elección, “Contigo hasta el final” ya era una de las canciones favoritas de los eurofans en los distintos sondeos y encuestas para representar a España en el Festival de Eurovisión 2013. Fue elegida por los espectadores españoles en una gala en directo retransmitida por RTVE el 26 de febrero de 2013 bajo el título El sueño de Morfeo, destino Eurovisión.
Finalmente el 18 de mayo de 2013, España quedó penúltima en la final del Festival de la Canción de Eurovisión 2013 realizada en Malmö, Suecia con solo ocho puntos (2 de Italia y 6 de Albania).

## Posicionamiento

### Semanales
| País   | Lista                         | Primera semana     | Posición de ingreso | Mejor posición | Semanas en la mejor posición | Semanas en la lista | Última semana      | Ref.  |
| ------ | ----------------------------- | ------------------ | ------------------- | -------------- | ---------------------------- | ------------------- | ------------------ | ----- |
| España | Top 50 Canciones (Promusicae) | 19 de mayo de 2013 | 35                  | 35             | 1                            | 1                   | 19 de mayo de 2013 | [ 3 ] |